# Rosa Monsalve
María Rosa Monsalve Morenilla (Granada, 16 gennaio 1956) è un'ex cestista spagnola.

## Carriera
Con la Spagna ha disputato i Campionati europei del 1974.